# Vörösmellű kékfarkú
A vörösmellű  kékfarkú (Tarsiger hyperythrus) a madarak osztályának a verébalakúak (Passeriformes) rendjéhez és a  légykapófélék (Muscicapidae) családjához tartozó faj.

## Rendszerezése
A fajt Edward Blyth angol ornitológus írta le 1847-ben, az Ianthia nembe Ianthia hyperythra néven.

## Előfordulása
Dél- és Délkelet-Ázsiában, Afganisztán, Banglades, Bhután, Kína, India, Mianmar és Nepál területén honos. 
Természetes élőhelyei a szubtrópusi és trópusi magaslati cserjések. Magassági vonuló.

## Megjelenése
Testhossza 12–13 centiméter, testtömege 11–16 gramm. A hím feje, háta, szárnya és farka élénk kék, torka és hasi része vöröses narancssárga. A tojó felül barnás, alul sárgás.
|  |

## Életmódja
Rovarokkal táplálkozik.

## Természetvédelmi helyzete
Az elterjedési területe nagyon nagy, egyedszáma pedig stabil. A Természetvédelmi Világszövetség Vörös listáján nem fenyegetett fajként szerepel.